# BRIT Awards 1995
La XV edizione dei BRIT Awards si tenne nel 1995 presso il Alexandra Palace. Lo show venne condotto da Chris Evans.

## Vincitori
- Miglior produttore britannico: Nellee Hooper
- Migliore colonna sonora: "Pulp Fiction"
- Miglior album britannico: Blur: "Parklife"
- Rivelazione britannica: Oasis
- British dance act: M People
- Cantante femminile britannica: Eddi Reader
- Gruppo britannico: Blur
- Cantante maschile britannico: Paul Weller
- Singolo britannico: Blur - "Parklife"
- British Video: Blur - "Parklife"
- Rivelazione internazionale: Lisa Loeb
- International female: k.d. lang
- Gruppo internazionale: R.E.M.
- Cantante internazionale maschile: TAFKAP (noto anche come Prince)
- Straordinario contributo alla musica: Elton John